# Albert Reiß

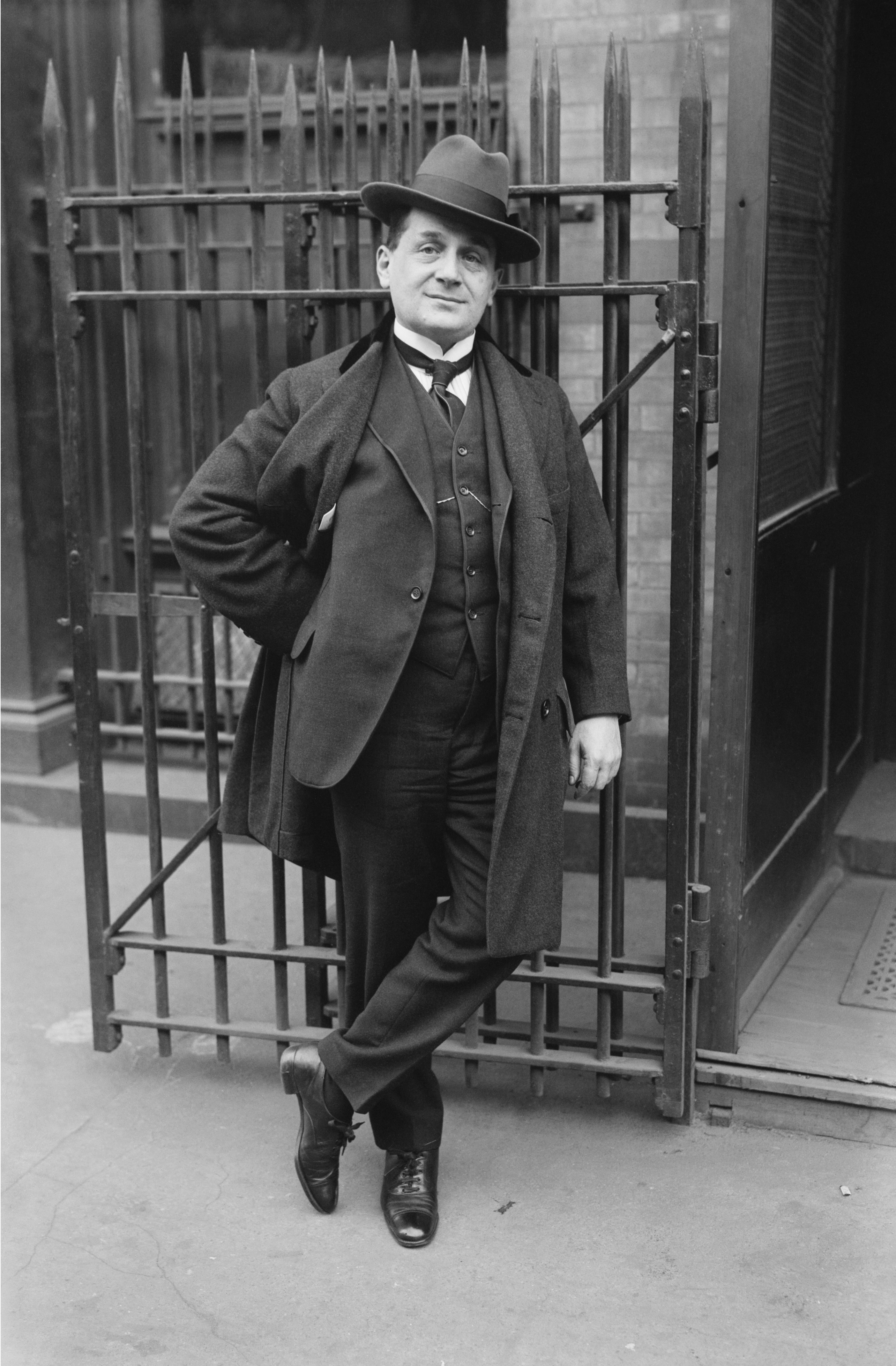
Albert Reiß

Albert Reiß, auch Albert Reiss, (* 22. Februar 1870 in Berlin; † 19. Juni 1940 in Nizza) war ein deutscher Theaterschauspieler und Opernsänger (Tenor).

## Leben
Reiss sollte zunächst Jurist werden, allerdings war sein Drang zur Bühne stärker. Als seine Eltern endlich einwilligten, erhielt er seine Ausbildung bei Otto Ball, Otto Purschian und Ludwig Stahl. Danach war er in Rostock, Berlin (Berliner und Residenztheater), Königsberg, Straßburg, Breslau und Hamburg als jugendlicher Liebhaber engagiert. „Don Carlos“, „Franz“ im Götz, „Mortimer“, „Kosinsky“, „Romeo“, „Masham“ waren seine beliebtesten Partien.
In Hamburg entschied er sich mit Unterstützung des Impresarios und Theaterunternehmers Bernhard Pollini und der Altistin Ernestine Schumann-Heink, eine Opernkarriere einzuschlagen. Er studierte Gesang bei Wilhelm Vilmar, Julius Lieban und Benno Stolzenberg und debütierte im Jahre 1897 in Königsberg als „Peter Iwanow“ in der Oper Zar und Zimmermann von Albert Lortzing.
Im folgenden Jahr wechselte er für eine Saison an das Opernhaus in Posen, wo er verschiedene Partien sang. Zwischen 1899 und Herbst 1901 trat er in verschiedenen Rollen an der Oper Wiesbaden auf, ehe er ein Engagement an der Metropolitan Opera (Met) annahm, wo er bis 1919 als erster Tenorbuffo wirkte. Sein Debüt an der Met absolvierte er in der Rolle des „Hirten“ in Tristan und Isolde von Richard Wagner und wirkte zwischen 1910 und 1918 in einigen Uraufführungen an diesem Opernhaus mit. Im Jahre 1910 sang er als erster Tenor mit Zustimmung des Komponisten Engelbert Humperdinck die für eine Mezzosopranistin geschriebene Partie der „Knusperhexe“ in dessen Oper Hänsel und Gretel an der Met.
1902 war seine Hochzeit mit der Schauspielerin Käthe Brandt geplant, die aber vor der Hochzeit verstarb.
Gastspiele führen ihn zwischen 1902 und 1907 zu den Wagner-Festspielen an die Münchner Hofoper, 1902 bis 1905 an die Covent Garden Oper nach London, 1904 an das Stadttheater Hamburg, 1910 an die Pariser Oper und 1911 bis 1912 an die Oper von Chicago.
Bei Ausbruch des Ersten Weltkrieges hielt sich Reiß gerade in Nizza auf, wurde dort durch die französischen Behörden interniert und konnte erst nach Intervention des Direktors der Met Giulio Gatti-Casazza nach New York zurückkehren. Dort konnte er im Gegensatz zu den anderen Sängern deutscher und österreichischer Staatsangehörigkeit seiner Tätigkeit an der Met nachgehen.
Im Jahre 1916 sang er in den Mozart-Opern Bastien und Bastienne und bei der Amerikapremiere von Der Schauspieldirektor am Empire Theatre in New York. Bis 1919 hatte er an der Met 54 Partien in 736 Vorstellungen gesungen.
Im Jahre 1919 kehrte Reiss nach Deutschland zurück und war von 1923 bis 1925 an der Berliner Volksoper und von 1925 bis 1930 an der Städtischen Oper Berlin engagiert. 1924 bis 1928 war er noch einmal zu Gast in der Covent Garden Oper.
Reiß war nicht nur ein vorzüglicher Opernsänger, er konnte auch als Operettensänger überzeugen („Eisenstein“ in der Fledermaus, „Benozo“ in Gasparone etc.)
1930 beendete er seine Karriere endgültig und zog sich in seine Villa in Nizza zurück, wo er zehn Jahre später verstarb.

## Repertoire (Auswahl)
- Wenzel in Die verkaufte Braut von Bedřich Smetana
- David in Die Meistersinger von Nürnberg von Richard Wagner
- Mime in Das Rheingold und Siegfried von Richard Wagner

### Uraufführungen an der Met
- 10. Dezember 1910: La fanciulla del West von Giacomo Puccini (Partie des Nick)
- 28. Dezember 1910: Königskinder von Engelbert Humperdinck (Partie des Besenbinders)
- 14. März 1912: Mona von Horatio Parker
- 27. Februar 1913: Cyrano von Walter Damrosch
- 8. März 1917: The Canterbury Pilgrims von Reginald de Koven
- 14. Dezember 1918: Il tabarro von Giacomo Puccini